# Nekrolog 2. Quartal 1936
Nekrolog
◄◄
| ◄
| 1932
| 1933
| 1934
| 1935
| 1936 | 1937 | 1938 | 1939 | 1940 | ► | ►►
1. Quartal |
2. Quartal |
3. Quartal |
4. Quartal 1936
Weitere Ereignisse | Allgemeiner Nekrolog 1936
Die Beschreibung der verstorbenen Person sollte so kurz wie möglich gehalten sein und nur deren signifikante Tätigkeit(en) enthalten.
Neue Namen ggf. auch unter dem Geburts- und Sterbedatum, also etwa unter 1. Januar und im Geburts- und Sterbejahr (2024) eintragen (nur bei entsprechender großer Wichtigkeit). Für Beispiele siehe die schon vorhandenen Artikel.
Außerdem über die fünf zuletzt Verstorbenen, zu denen es einen ausreichend guten Artikel für eine Präsentation auf der Hauptseite gibt, nach der todesbedingten Überarbeitung der Artikel ggf. auch unter Wikipedia Diskussion:Hauptseite informieren und sie am besten auch in den anderen Wikipedia-Sprachversionen eintragen. Tipp: Regelmäßig bei news.google.de nach „ist tot“, „gestorben“ oder „verstorben“ suchen.
Wenn eine Person gestorben ist, gibt es viele Seiten zu dieser Person in der Wikipedia, die davon auch betroffen sind und entsprechend aktualisiert werden müssen. Beispiele: Namenübersichtsseite, Geburtsjahr, Geburtsort-Seiten und viele mehr.
Wie finde ich die betroffenen Seiten?
Im Suchfeld auf der linken Seite gibt man den Suchbegriff so ein: „Vorname Nachname“. Dann klickt man auf Volltext und alle Seiten mit entsprechendem Suchtext werden aufgerufen. Hier sieht man dann schnell, wo auch das Todesjahr Sinn macht oder sogar ein Teil des Artikels angepasst werden muss. Auch hilft das „Werkzeug“ auf der linken Seite sehr gut, um solche Seiten aufzufinden: „Links auf diese Seite“. Somit ist die Wikipedia wieder aktuell in allen Bereichen! Hinweis: bei Eintragung der Kategorie „Gestorben JAHR“ wird der Missbrauchsfilter 49 ausgelöst, was jedoch nicht schlimm ist. Siehe: Spezial:Missbrauchsfilter/49
Dies ist eine Liste von im zweiten Quartal 1936 verstorbenen bekannten Persönlichkeiten. Die Einträge erfolgen innerhalb der einzelnen Daten alphabetisch sortiert. Tiere sind im Nekrolog für Tiere zu finden.

## April
| Tag       | Name                                   | Beruf, bekannt als | Alter | Beleg |
| --------- | -------------------------------------- | --- | ----- | ----- |
| 1. April  | Konrad von Klinggräff                  | deutscher Jurist, Rittergutsbesitzer und Autor                                                                                              | 68    |       |
| 1. April  | Moritz Lewitt                          | deutscher Schachspieler und -komponist | 72    |       |
| 1. April  | Otto Loos                              | deutscher Zahnmediziner und Hochschullehrer                                                                                                 | 65    |       |
| 1. April  | Veli Nieminen                          | finnischer Turner und Sportschütze | 50    |       |
| 2. April  | William Louis Abbott                   | US-amerikanischer Arzt, Naturforscher und Ornithologe                                                                                       | 76    |       |
| 2. April  | Alberico Albricci                      | italienischer General und Politiker | 71    |       |
| 2. April  | Theodor Wilhelm Fresenius              | deutscher Chemiker | 79    |       |
| 2. April  | Friedrich Stolz                        | deutscher Chemiker | 75    |       |
| 3. April  | Bruno Richard Hauptmann                | Mörder | 36    |       |
| 3. April  | Armando Quezada Acharán                | chilenischer Politiker und Wirtschaftswissenschaftler                                                                                       |       |       |
| 3. April  | Karl Sielermann                        | deutscher Politiker (DNVP), MdR | 86    |       |
| 3. April  | Konrad Zechlin                         | altmärkischer Heimatforscher | 81    |       |
| 4. April  | Georg Hartmann                         | deutscher Opernsänger, -regisseur und Intendant                                                                                             | 74    |       |
| 4. April  | Georg Steinmetz                        | deutscher Architekt | 53    |       |
| 4. April  | Julius Stoklasa                        | tschechischer Agrikulturchemiker | 78    |       |
| 5. April  | Chandler Egan                          | US-amerikanischer Golfer | 51    |       |
| 5. April  | Arthur Malouin                         | kanadischer Jurist und Politiker | 79    |       |
| 5. April  | Joseph Vidal                           | französischer Politiker, Mitglied der Nationalversammlung                                                                                   | 70    |       |
| 5. April  | Oskar Zehrfeld                         | deutscher Komponist und Musikpädagoge | 81    |       |
| 6. April  | Henrique Bernardelli                   | brasilianischer Maler | 78    |       |
| 6. April  | Edmund Breese                          | US-amerikanischer Schauspieler, Regisseur und Autor                                                                                         | 64    |       |
| 6. April  | John Hammill                           | US-amerikanischer Politiker | 60    |       |
| 6. April  | Louis Leplée                           | französischer Nachtclubbesitzer | 52    |       |
| 7. April  | Julius Döpfner                         | deutscher Jurist | 60    |       |
| 7. April  | Karl von Hammacher                     | deutscher Verwaltungsjurist und Polizeibeamter                                                                                              | 83    |       |
| 7. April  | Rudolf Heberdey                        | österreichischer Archäologe | 72    |       |
| 7. April  | Fritz Heckert                          | deutscher Politiker (SPD, KPD), MdR | 52    |       |
| 7. April  | Marilyn Miller                         | US-amerikanischer Musicalsängerin und Stepptänzerin                                                                                         | 37    |       |
| 7. April  | Hans Steffen                           | deutscher Geograph | 70    |       |
| 8. April  | Robert Bárány                          | österreichischer Mediziner, Neurochemiker und Nobelpreisträger                                                                              | 59    |       |
| 8. April  | Božena Benešová                        | tschechische Dichterin, Schriftstellerin | 62    |       |
| 8. April  | Pierre Dumont                          | französischer Maler | 52    |       |
| 8. April  | Ferdinand Grahamer                     | österreichischer Bauer und Politiker (Großdeutsche Partei), Landtagsabgeordneter, Abgeordneter zum Nationalrat                              | 78    |       |
| 8. April  | Santín Carlos Rossi                    | uruguayischer Politiker | 51    |       |
| 9. April  | William Beardmore, 1. Baron Invernairn | schottischer Unternehmer | 79    |       |
| 9. April  | Karl Falkenberg                        | österreichischer Schauspieler | 49    |       |
| 9. April  | Alfred Finger                          | österreichischer Violinist | 81    |       |
| 9. April  | Ernst Heilemann                        | deutscher Maler und Zeichner | 65    |       |
| 9. April  | Bertha Lauterer                        | Sängerin (Sopran) | 67    |       |
| 9. April  | Ferdinand Tönnies                      | deutscher Soziologe, Nationalökonom und Philosoph                                                                                           | 80    |       |
| 9. April  | Francisco Villaespesa                  | spanischer Schriftsteller | 58    |       |
| 10. April | Gian Mario Beltrami                    | italienischer Luftwaffengeneral | 43    |       |
| 10. April | Johann Hiez                            | österreichischer Politiker (CSP), Landtagsabgeordneter                                                                                      | 66    |       |
| 10. April | Leopold von Hoesch                     | deutscher Diplomat | 54    |       |
| 10. April | Fritzi Ulreich                         | österreichische Kriegsmalerin | 70    |       |
| 11. April | Max von Bahrfeldt                      | preußischer General der Infanterie sowie Numismatiker                                                                                       | 80    |       |
| 11. April | Francis Stillman Barnard               | kanadischer Politiker, Vizegouverneur von British Columbia                                                                                  | 79    |       |
| 11. April | Gustav von Eisenhart-Rothe             | königlich preußischer Beamter und zuletzt Landrat in Köslin                                                                                 | 80    |       |
| 11. April | Frans Mortelmans                       | belgischer Maler | 70    |       |
| 11. April | Karl Schell                            | Schweizer Komponist, Dirigent und Organist                                                                                                  | 72    |       |
| 11. April | Ludwig Stickelberger                   | Schweizer Mathematiker | 85    |       |
| 11. April | Richard Yates junior                   | US-amerikanischer Politiker | 75    |       |
| 12. April | James M. Beck                          | US-amerikanischer Politiker, Jurist und United States Solicitor General                                                                     | 74    |       |
| 12. April | Konstantinos Demertzis                 | griechischer Politiker und Ministerpräsident                                                                                                |       |       |
| 12. April | Werner Hegemann                        | deutscher Stadtplaner, Architekturkritiker und politischer Schriftsteller                                                                   | 54    |       |
| 12. April | Geesje Mesdag-van Calcar               | niederländische Malerin, Radiererin und Grafikerin                                                                                          |       |       |
| 13. April | Milton Brown                           | US-amerikanischer Country-Musiker | 32    |       |
| 13. April | Howard Thurston                        | amerikanischer Zauberer | 66    |       |
| 14. April | Elijah V. Brookshire                   | US-amerikanischer Politiker | 79    |       |
| 14. April | Frank Clark                            | US-amerikanischer Politiker | 76    |       |
| 14. April | Georg Wiegner                          | deutscher Agrikulturchemiker und Bodenkundler                                                                                               | 52    |       |
| 15. April | Ewald Ammende                          | deutsch-baltischer Publizist und Politiker                                                                                                  | 43    |       |
| 15. April | Louise Creighton                       | britische Aktivistin und Autorin | 85    |       |
| 15. April | Waldo A. Evans                         | US-amerikanischer Marineoffizier |       |       |
| 15. April | Hiruma Kenpachi                        | japanischer Mandolinen-, Gitarrenspieler und Musikpädagoge                                                                                  | 71    |       |
| 15. April | Georg Reimers                          | deutsch-österreichischer Burgschauspieler                                                                                                   | 76    |       |
| 15. April | Hilda Sehested                         | dänische Pianistin und Komponistin | 77    |       |
| 15. April | Tessa Wheeler                          | britische Archäologin |       |       |
| 16. April | Wilhelm Blanke                         | deutscher Maler und Lithograf | 63    |       |
| 16. April | William Coley                          | US-amerikanischer Knochenchirurg und Onkologe                                                                                               | 74    |       |
| 16. April | Wilhelm Friedrich Kohlrausch           | deutscher Physiker und Universitätsrektor                                                                                                   | 80    |       |
| 16. April | Louis Monast                           | US-amerikanischer Politiker | 72    |       |
| 17. April | Charles Ruijs de Beerenbrouck          | niederländischer Ministerpräsident | 62    |       |
| 17. April | Fritz Hommel                           | deutscher Orientalist | 81    |       |
| 17. April | Heinrich Kellner                       | deutscher Ordensgeistlicher, Missionar und Märtyrer                                                                                         | 28    |       |
| 17. April | Archie McCall                          | schottischer Fußballspieler | 74    |       |
| 17. April | Ludwig von Renvers                     | preußischer Beamter | 80    |       |
| 17. April | Walter Benson Rubusana                 | südafrikanischer Politiker (SANNC) | 78    |       |
| 17. April | Julius Spengel                         | deutscher Komponist, Dirigent und Pianist                                                                                                   | 82    |       |
| 18. April | Michel Diebolt-Weber                   | deutscher und französischer Senator und Politiker, MdL                                                                                      | 76    |       |
| 18. April | Richard Lipinski                       | deutscher Gewerkschafter, Politiker (SPD, USPD), MdR und Schriftsteller                                                                     | 69    |       |
| 18. April | Ernst Lohmann                          | deutscher evangelischer Geistlicher, Gründer des Deutschen Hilfsbunds für christliches Liebeswerk im Orient sowie des Missionshauses Malche | 75    |       |
| 18. April | Ottorino Respighi                      | italienischer Komponist | 56    |       |
| 18. April | Wilhelm Scheibein                      | österreichischer Politiker (SdP), Abgeordneter zum Nationalrat                                                                              | 66    |       |
| 18. April | Andreas Wilhelm Schwarzlose            | deutscher Waffenentwickler | 68    |       |
| 19. April | Henry Moubray Cadell                   | schottischer Geologe | 75    |       |
| 19. April | Horace Westlake Frink                  | US-amerikanischer Psychiater und Psychoanalytiker                                                                                           | 53    |       |
| 19. April | Friedrich Wilhelm von Kleist           | deutscher Adliger und Diplomat | 84    |       |
| 20. April | Wladimir Giesl von Gieslingen          | österreichischer Diplomat und General | 76    |       |
| 20. April | Carl Hurtzig                           | deutscher Bürgermeister | 75    |       |
| 20. April | Paul Juckoff                           | deutscher Bildhauer | 61    |       |
| 21. April | Georg Gottstein                        | deutscher Chirurg in Breslau | 67    |       |
| 21. April | Richard Luksch                         | österreichisch-deutscher Bildhauer | 64    |       |
| 21. April | Ludwig Ritte                           | deutscher Landwirt und Politiker | 52    |       |
| 21. April | Ciro Trabalza                          | italienischer Grammatiker, Dialektologe, Ethnologe und Literaturkritiker                                                                    | 64    |       |
| 22. April | Hugo Sellheim                          | deutscher Gynäkologe | 64    |       |
| 22. April | Max von Stephanitz                     | deutscher Hundezüchter | 71    |       |
| 23. April | John T. Buckbee                        | US-amerikanischer Politiker | 64    |       |
| 23. April | Ludwig Döderlein                       | deutscher Zoologe | 81    |       |
| 23. April | August Frederick Foerste               | US-amerikanischer Paläontologe und Geologe                                                                                                  | 73    |       |
| 23. April | Teresa de la Parra                     | venezolanische Schriftstellerin | 46    |       |
| 23. April | Gustav Trunk                           | deutscher Jurist und Politiker, badischer Staatspräsident                                                                                   | 64    |       |
| 24. April | Bernard van Dieren                     | niederländischer Komponist und Musikschriftsteller                                                                                          | 48    |       |
| 24. April | Finley Peter Dunne                     | US-amerikanischer Schriftsteller und Journalist                                                                                             | 68    |       |
| 24. April | Wilhelm von Gaza                       | deutscher Chirurg und Hochschullehrer | 53    |       |
| 24. April | Carl Mayer                             | österreichischer Neurologe und Psychiater                                                                                                   | 73    |       |
| 24. April | Carl Overthun                          | Berghauptmann des Oberbergamtes Dortmund | 71    |       |
| 25. April | Leendert van der Vlugt                 | niederländischer Architekt | 42    |       |
| 26. April | Maximilian von Höhn                    | bayerischer General der Artillerie | 76    |       |
| 26. April | Alois Lebouton                         | rumäniendeutscher Lehrer und Politiker | 54    |       |
| 26. April | Eino Rahja                             | finnisch-russischer Revolutionär und Politiker                                                                                              | 50    |       |
| 26. April | Louis Spichtig                         | Schweizer Politiker | 69    |       |
| 26. April | Ignaz Woisetschläger                   | österreichischer Maurermeister, Politiker, Landtagsabgeordneter                                                                             | 54    |       |
| 27. April | Adolf Krefft                           | deutscher Kaufmann und Politiker (DNVP), MdL                                                                                                | 72    |       |
| 27. April | Robert Mader                           | Schweizer Hotelier und Mäzän | 88    |       |
| 27. April | Georg Paetel                           | deutscher Verleger und Verlagsbuchhändler                                                                                                   | 64    |       |
| 27. April | Karl Pearson                           | britischer Mathematiker | 79    |       |
| 28. April | Otto Arendt                            | deutscher Publizist und Politiker (Freikonservativ), MdR                                                                                    | 81    |       |
| 28. April | Artur Brabant                          | deutscher Archivar und Historiker | 66    |       |
| 28. April | Fu'ād I.                               | neunter Herrscher von Ägypten und des Sudan (1917–1936)                                                                                     | 68    |       |
| 28. April | Franz Křepek                           | deutscher Landwirt und Politiker | 81    |       |
| 29. April | Lionel Wordsworth Hinxman              | schottischer Geologe | 81    |       |
| 30. April | A. E. Housman                          | englischer Altphilologe und Dichter | 77    |       |
| 30. April | August Lederer                         | österreichischer Industrieller, Sammler und Kunstmäzen                                                                                      | 78    |       |
| 30. April | Oran Pape                              | US-amerikanischer American-Football-Spieler und Polizeibeamter                                                                              | 32    |       |
| 30. April | Gustav Adolf Seiler                    | Schweizer Lehrer und Philologe | 87    |       |
| 30. April | José Carlos Solórzano Gutiérrez        | nicaraguanischer Politiker und Präsident des Landes                                                                                         | 76    |       |
| 30. April | Erich Wilke                            | deutscher Zeichner und Karikaturist | 57    |       |

## Mai
| Tag     | Name                                | Beruf, bekannt als                                                                                               | Alter | Beleg |
| ------- | ----------------------------------- | --- | ----- | ----- |
| 1. Mai  | Karl Bartosch                       | deutscher Beamter und Politiker (SPD)                                                                            | 55    |       |
| 1. Mai  | Hermine Bosetti                     | deutsche Opernsängerin (Koloratursopran) und Gesangspädagogin                                                    | 60    |       |
| 1. Mai  | Paul Illhardt                       | deutscher Politiker (KPD), Widerstandskämpfer                                                                    | 47    |       |
| 1. Mai  | Ernst Reicher                       | deutscher Schauspieler                                                                                           | 50    |       |
| 1. Mai  | Wilhelm Schleyer                    | deutscher Architekt und Hochschullehrer                                                                          | 82    |       |
| 1. Mai  | Heinrich Spangenberg                | deutscher Bauingenieur                                                                                           | 57    |       |
| 1. Mai  | T. H. S. Walker                     | britischer Radrennfahrer und Journalist                                                                          | 80    |       |
| 2. Mai  | Robert Michels                      | deutsch-italienischer Soziologe                                                                                  | 60    |       |
| 3. Mai  | Ikeda Kikunae                       | japanischer Physikochemiker                                                                                      | 71    |       |
| 3. Mai  | Eduard Mittenzwey                   | deutscher Richter, Landesgerichtspräsident in Eisenach, Abgeordneter im Thüringer Landtag                        | 92    |       |
| 4. Mai  | Ludwig von Falkenhausen             | preußischer Generaloberst im Ersten Weltkrieg                                                                    | 91    |       |
| 4. Mai  | Wladimir Klöpfer                    | russlanddeutscher römisch-katholischer Geistlicher und Märtyrer                                                  | 61    |       |
| 4. Mai  | Otto Konrad Roller                  | deutscher Historiker, Genealoge und Numismatiker                                                                 | 64    |       |
| 4. Mai  | Karl Eugen Stolz                    | deutscher katholischer Priester, Stadtpfarrer und Professor für Pastoraltheologie                                | 61    |       |
| 5. Mai  | Franz Blanckmeister                 | deutscher evangelischer Pfarrer und Theologe                                                                     | 78    |       |
| 5. Mai  | Marianne Hainisch                   | österreichische Begründerin und Führerin der österreichischen Frauenbewegung                                     | 97    |       |
| 5. Mai  | Johann Baptist Hoferer              | deutscher Politiker (Zentrum)                                                                                    | 76    |       |
| 5. Mai  | Adolf Johanssen                     | deutscher Jurist, Verwaltungsbeamter und Politiker (DVP), MdL                                                    | 72    |       |
| 5. Mai  | Eva von der Osten                   | deutsche Opernsängerin (Sopran) und -regisseurin                                                                 | 54    |       |
| 5. Mai  | Alexandre Perrier                   | Schweizer Landschaftsmaler                                                                                       | 73    |       |
| 5. Mai  | August Riebe                        | deutscher Ingenieur und Unternehmer                                                                              | 68    |       |
| 6. Mai  | Martin Fischer                      | österreichischer Land- und Gastwirt sowie Politiker                                                              | 68    |       |
| 6. Mai  | Hans Jelmoli                        | Schweizer Komponist und Pianist                                                                                  | 59    |       |
| 6. Mai  | Clara Schuch                        | deutsche Politikerin (SPD), MdR                                                                                  | 56    |       |
| 6. Mai  | Albert Semsrott                     | deutscher Kapitän und Schriftsteller                                                                             |       |       |
| 6. Mai  | Gertrud Triepel                     | deutsche Redakteurin und Schriftstellerin                                                                        | 72    |       |
| 7. Mai  | Emil Kränzlein                      | Fabrikant, Geheimer Kommerzienrat und ist Ehrenbürger der Stadt Erlangen                                         | 85    |       |
| 7. Mai  | Max Löcke                           | Bürgermeister von Arnsberg                                                                                       | 85    |       |
| 7. Mai  | Anton Noder                         | deutscher Arzt und Dichter                                                                                       | 71    |       |
| 7. Mai  | Karl Schmoll von Eisenwerth         | österreichischer Industrieller                                                                                   | 84    |       |
| 8. Mai  | Hermann Gutbier                     | deutscher Autor zur Thüringer Geschichte                                                                         | 94    |       |
| 8. Mai  | Adolf Hasenkamp                     | deutscher Nationalökonom                                                                                         | 61    |       |
| 8. Mai  | Fritz Klein                         | deutscher Journalist und Publizist                                                                               | 40    |       |
| 8. Mai  | Tubby Roush                         | US-amerikanischer Footballspieler                                                                                | 38    |       |
| 8. Mai  | Paul Spaak                          | belgischer Rechtsanwalt und Schriftsteller                                                                       | 64    |       |
| 8. Mai  | Oswald Spengler                     | deutscher Geschichtsphilosoph und Kulturhistoriker                                                               | 55    |       |
| 8. Mai  | Park Trammell                       | US-amerikanischer Politiker                                                                                      | 60    |       |
| 8. Mai  | Edward B. Vreeland                  | US-amerikanischer Politiker                                                                                      | 79    |       |
| 9. Mai  | Oswald Bleier                       | deutscher Politiker (KPD) und Landtagsabgeordneter                                                               | 46    |       |
| 9. Mai  | Luigi Fera                          | italienischer Politiker, Abgeordneter und Minister                                                               |       |       |
| 9. Mai  | Karl Gramenz                        | deutscher Maschinenbauingenieur und Normungsexperte                                                              | 46    |       |
| 9. Mai  | Otto Lehmann                        | deutscher Widerstandskämpfer gegen den Nationalsozialismus                                                       | 35    |       |
| 9. Mai  | Humfry Payne                        | britischer Klassischer Archäologe                                                                                | 34    |       |
| 9. Mai  | Conrad Schlumberger                 | französischer Geophysiker und Geologe                                                                            | 57    |       |
| 10. Mai | Heinrich Beiderbecke                | deutscher Missionar der Rheinischen Missionsgesellschaft im späteren Deutsch-Südwestafrika, dem heutigen Namibia | 90    |       |
| 10. Mai | Erich Berlet                        | deutscher Lehrer und Heimatforscher                                                                              | 76    |       |
| 10. Mai | Wladimir Germanowitsch Bogoras      | russischer Revolutionär und Völkerkundler                                                                        | 71    |       |
| 10. Mai | Theodor Meyer-Steineg               | deutscher Jurist, Augenarzt und Militärhistoriker                                                                | 63    |       |
| 10. Mai | Wilhelm Schwedler                   | deutscher Journalist und Schriftsteller                                                                          | 63    |       |
| 10. Mai | Hermann Silwedel                    | deutscher Komponist und Verleger                                                                                 | 59    |       |
| 11. Mai | Franz von Hueber                    | österreichischer Rechtsanwalt, Bürgermeister von Salzburg                                                        | 91    |       |
| 11. Mai | Sigismund Felix von Ow-Felldorf     | deutscher katholischer Bischof von Passau                                                                        | 80    |       |
| 11. Mai | Alexander Mitchell Palmer           | US-amerikanischer Anwalt und Politiker                                                                           | 64    |       |
| 12. Mai | Peter Henry Emerson                 | englischer Fotograf und Arzt                                                                                     | 79    |       |
| 12. Mai | Johann Huber                        | österreichischer Land- und Gastwirt und Politiker                                                                | 84    |       |
| 12. Mai | Axel Klinckowström                  | schwedischer Zoologe, Forschungsreisender und Schriftsteller                                                     | 68    |       |
| 12. Mai | Louis Camille Maillard              | französischer Mediziner und Chemiker                                                                             | 58    |       |
| 12. Mai | Henri Robert                        | französischer Anwalt                                                                                             | 72    |       |
| 12. Mai | Adalbert Trillhaase                 | deutscher Maler                                                                                                  | 78    |       |
| 13. Mai | Fritz Bünger                        | deutscher Historiker                                                                                             | 73    |       |
| 13. Mai | Clara Ethelinda Larter              | britische Botanikerin                                                                                            | 88    |       |
| 14. Mai | Edmund Allenby, 1. Viscount Allenby | britischer Feldmarschall                                                                                         | 75    |       |
| 14. Mai | Curt Christian Helm                 | deutscher Rechtsanwalt und Politiker (NSDAP)                                                                     | 35    |       |
| 14. Mai | August Sigl                         | österreichischer Politiker, Landtagsabgeordneter                                                                 | 68    |       |
| 14. Mai | Eugène Ulrix                        | belgischer Romanist                                                                                              | 59    |       |
| 15. Mai | Karel Traxler                       | tschechischer Schachspieler und Schachkomponist                                                                  | 70    |       |
| 16. Mai | Albert Nikolajewitsch Benois        | russischer Maler                                                                                                 | 84    |       |
| 16. Mai | Gerhard Hilbert                     | deutscher Theologe                                                                                               | 67    |       |
| 16. Mai | Friederike Henriette Kraze          | deutsche Schriftstellerin                                                                                        | 66    |       |
| 16. Mai | Cornelia Bentley Sage Quinton       | US-amerikanische Malerin und Museumsdirektorin                                                                   |       |       |
| 16. Mai | Julius Schreck                      | Schauspieler; später Fahrer und Leibwächter Adolf Hitlers                                                        | 37    |       |
| 17. Mai | Josef Beck                          | liechtensteinischer Politiker (VU)                                                                               | 59    |       |
| 17. Mai | Luise Ey                            | deutsche Romanistin                                                                                              | 82    |       |
| 17. Mai | Johannes Henricus Gerardus Jansen   | niederländischer Geistlicher und Erzbischof von Utrecht                                                          | 68    |       |
| 17. Mai | Hans Koennecke                      | deutscher Offizier, Sportfunktionär und Politiker (DNVP), MdL                                                    | 39    |       |
| 17. Mai | Josef Lippert                       | österreichischer Industrieller und Unternehmensgründer                                                           | 75    |       |
| 17. Mai | Len Small                           | US-amerikanischer Politiker                                                                                      | 73    |       |
| 17. Mai | Nachum Sokolow                      | Generalsekretär der World Zionist Organization und Journalist                                                    | 77    |       |
| 17. Mai | William D. Thomas                   | US-amerikanischer Politiker                                                                                      | 56    |       |
| 17. Mai | Panagis Tsaldaris                   | griechischer Politiker und Ministerpräsident                                                                     |       |       |
| 17. Mai | Paul Walzer                         | preußischer Verwaltungsjurist und Landrat                                                                        | 56    |       |
| 18. Mai | Karl Spinnler                       | Schweizer Politiker (FDP)                                                                                        | 61    |       |
| 19. Mai | Pascual Díaz y Barreto              | mexikanischer Ordensgeistlicher, Erzbischof von Mexiko-Stadt                                                     | 59    |       |
| 19. Mai | Marmaduke Pickthall                 | britischer Autor und Islam-Gelehrter                                                                             | 61    |       |
| 19. Mai | Florus Scheel                       | österreichischer Maler und Restaurator                                                                           | 71    |       |
| 19. Mai | Hugo Schottmüller                   | deutscher Arzt und Bakteriologe                                                                                  | 68    |       |
| 19. Mai | Kurt Vollmöller                     | deutscher Schriftsteller                                                                                         | 45    |       |
| 20. Mai | Luis Andreoni                       | italienischer Ingenieur und Architekt                                                                            | 82    |       |
| 20. Mai | Alexis-Henri-Marie Lépicier         | französischer Kardinal und Bischof                                                                               | 73    |       |
| 21. Mai | Minnie Palmer                       | US-amerikanische Schauspielerin                                                                                  | 76    |       |
| 21. Mai | Friedrich Thörl                     | Ehrenbürger der Stadt Harburg, heute Ortsteil von Hamburg                                                        | 79    |       |
| 22. Mai | Richard Gottheil                    | US-amerikanischer Rabbiner und Zionist                                                                           | 73    |       |
| 22. Mai | Joseph Koeth                        | deutscher Offizier und Politiker                                                                                 | 65    |       |
| 22. Mai | Ricka Schönn                        | österreichische Malerin                                                                                          | 68    |       |
| 23. Mai | Kaspar Hosch                        | österreichischer Politiker (CS), Abgeordneter zum Nationalrat, Mitglied des Bundesrates                          | 77    |       |
| 23. Mai | Ludwig Maurer                       | deutscher Unternehmer und Erfinder                                                                               | 63    |       |
| 23. Mai | Ernst Merck                         | Kreisrat und Kreisdirektor in Hessen                                                                             | 67    |       |
| 23. Mai | Jean Patou                          | französischer Modeschöpfer und Designer                                                                          | 48    |       |
| 23. Mai | Henri de Régnier                    | französischer Schriftsteller                                                                                     | 71    |       |
| 23. Mai | Wilhelm Schiegl                     | österreichischer Politiker (SdP), Abgeordneter zum Nationalrat                                                   | 70    |       |
| 23. Mai | Adolf Seefeldt                      | deutscher Mörder                                                                                                 | 66    |       |
| 24. Mai | Joseph Glowatzki                    | deutscher Geistlicher und Politiker (Zentrum), MdR                                                               | 89    |       |
| 24. Mai | Claudia Muzio                       | italienische Opernsängerin (Sopran)                                                                              | 47    |       |
| 24. Mai | Henry Sutton                        | britischer Segler                                                                                                | 67    |       |
| 25. Mai | Ján Levoslav Bella                  | slowakischer Komponist                                                                                           | 92    |       |
| 25. Mai | Charles Garke                       | deutscher Offizier, zuletzt Generalleutnant                                                                      | 75    |       |
| 25. Mai | Karl Hilscher                       | österreichischer Heimatforscher und Pädagoge                                                                     | 62    |       |
| 25. Mai | Max Hünten                          | deutscher Maler                                                                                                  | 66    |       |
| 25. Mai | Randolph Perkins                    | US-amerikanischer Politiker                                                                                      | 64    |       |
| 25. Mai | Wilhelm zu Solms-Laubach            | deutscher Verwaltungsbeamter                                                                                     | 74    |       |
| 25. Mai | Mustafa Yamolki                     | osmanischer Mirliva, Richter, Minister und Journalist                                                            | 70    |       |
| 26. Mai | Emil Freymark                       | US-amerikanischer Hochspringer                                                                                   | 60    |       |
| 26. Mai | Heribert Holzapfel                  | deutscher Geistlicher, katholischer Theologe                                                                     | 67    |       |
| 26. Mai | Georg Schwenk                       | deutscher Maler und Schriftsteller                                                                               | 72    |       |
| 27. Mai | Hans Peter Hanssen                  | dänischer Politiker, MdR, Mitglied des Folketing und Journalist                                                  | 74    |       |
| 27. Mai | Thomas J. O’Malley                  | US-amerikanischer Politiker                                                                                      |       |       |
| 27. Mai | Walther Siegismund von Pflugk       | deutscher Jurist und sächsischer Staatsbeamter                                                                   | 72    |       |
| 27. Mai | Anton Schmutzer                     | österreichischer Musiker, Komponist und Chorleiter                                                               | 71    |       |
| 27. Mai | Frieda Seidlitz                     | deutsche Widerstandskämpferin                                                                                    | 28    |       |
| 28. Mai | Franz Xaver Biallas                 | China-Missionar der Steyler Missionare und Sinologe                                                              | 57    |       |
| 28. Mai | Karl Litzmann                       | preußischer General der Infanterie und Politiker (NSDAP), MdR, MdL                                               | 86    |       |
| 28. Mai | John Franklin Miller                | US-amerikanischer Politiker                                                                                      | 73    |       |
| 28. Mai | Karl Münscher                       | deutscher Klassischer Philologe                                                                                  | 64    |       |
| 28. Mai | Bertha Pappenheim                   | österreichisch-deutsche Frauenrechtlerin                                                                         | 77    |       |
| 28. Mai | Louis Vivin                         | französischer Maler                                                                                              | 74    |       |
| 29. Mai | Marcus Bade                         | deutscher Propst und Pastor                                                                                      | 65    |       |
| 29. Mai | Norman Chaney                       | US-amerikanischer Kinderdarsteller                                                                               | 21    |       |
| 29. Mai | Alphonse Choteau                    | französischer Kolonialbeamter                                                                                    | 53    |       |
| 29. Mai | Otto Schulze-Köln                   | deutscher Kunst- und Architekturkritiker sowie Direktor der Handwerker- und Kunstgewerbeschule Elberfeld         | 72    |       |
| 30. Mai | Gustav Bamberger                    | österreichisch-deutscher Maler und Architekt                                                                     | 74    |       |
| 30. Mai | Carlos Nasca                        | argentinischer Tangokomponist und Plattenproduzent                                                               | 63    |       |
| 30. Mai | Günther von Pappritz                | preußischer General der Kavallerie sowie Gouverneur von Königsberg                                               | 80    |       |
| 30. Mai | William W. Rucker                   | US-amerikanischer Politiker                                                                                      | 81    |       |
| 30. Mai | Homer Watson                        | kanadischer Landschaftsmaler                                                                                     | 81    |       |
| 31. Mai | Chester Bowman                      | US-amerikanischer Leichtathlet                                                                                   | 34    |       |
| 31. Mai | Charles Frederick Brudenell-Bruce   | britischer Politiker                                                                                             | 87    |       |
| 31. Mai | Arno Liebau                         | deutscher Komponist                                                                                              | 47    |       |

## Juni
| Tag      | Name                                | Beruf, bekannt als | Alter | Beleg |
| -------- | ----------------------------------- | --- | ----- | ----- |
| 1. Juni  | Ludwig Frahm                        | niederdeutscher Autor | 79    |       |
| 1. Juni  | Karl Kriemler                       | deutscher Bauingenieur                                                                                                   | 70    |       |
| 1. Juni  | Franz Josef Paradeis                | deutscher praktischer Arzt und Heimatforscher                                                                            | 75    |       |
| 2. Juni  | Emil Kläger                         | österreichischer Journalist                                                                                              | 55    |       |
| 2. Juni  | Karl Reineking                      | deutscher Staatsbeamter                                                                                                  | 32    |       |
| 2. Juni  | Charles A. Reynolds                 | US-amerikanischer Bauingenieur und Politiker                                                                             | 87    |       |
| 3. Juni  | Abram Andrew                        | US-amerikanischer Politiker                                                                                              | 63    |       |
| 3. Juni  | Antoni Banaś                        | polnisch-österreichischer Politiker, Bezirksrichter, Gutsbesitzer und Abgeordneter zum Österreichischen Abgeordnetenhaus | 62    |       |
| 3. Juni  | Godwin Brumowski                    | österreichischer Jagdflieger im Ersten Weltkrieg                                                                         | 46    |       |
| 3. Juni  | Richard Oskar Gänzel                | deutscher Baumeister | 78    |       |
| 3. Juni  | Otto Gedlich                        | deutscher Kommunist, Widerstandskämpfer                                                                                  | 48    |       |
| 3. Juni  | Julius Koch                         | deutscher Theologe und Politiker (DNVP), MdL                                                                             | 71    |       |
| 3. Juni  | Arthur Amos Noyes                   | US-amerikanischer Chemiker                                                                                               | 69    |       |
| 3. Juni  | Walther Wever                       | deutscher Offizier und Chef des Generalstabes der Luftwaffe                                                              | 48    |       |
| 4. Juni  | Joseph W. Byrns                     | US-amerikanischer Politiker (Demokratische Partei), Sprecher des Repräsentantenhauses                                    | 66    |       |
| 4. Juni  | John Martens                        | deutscher Architekt und Baukeramiker                                                                                     | 61    |       |
| 4. Juni  | Mathilde Verne                      | englische Pianistin und Musikpädagogin                                                                                   | 71    |       |
| 5. Juni  | Luigi Forino                        | italienisch-argentinischer Cellist und Musikpädagoge                                                                     | 67    |       |
| 5. Juni  | Karl von Teichmann                  | württembergischer Generalleutnant                                                                                        | 73    |       |
| 6. Juni  | Raffaello Gestro                    | italienischer Entomologe                                                                                                 | 91    |       |
| 6. Juni  | Aurel Guga                          | rumänischer Fußballspieler                                                                                               | 37    |       |
| 6. Juni  | Christian Hoppenstock               | deutscher Politiker (SPD)                                                                                                | 76    |       |
| 6. Juni  | Posey Rorer                         | US-amerikanischer Old-Time-Musiker                                                                                       | 43    |       |
| 7. Juni  | Lola Mora                           | argentinische Bildhauerin                                                                                                | 69    |       |
| 7. Juni  | Hermann Picha                       | deutscher Schauspieler                                                                                                   | 71    |       |
| 8. Juni  | Edward H. R. Green                  | US-amerikanischer Philatelist und Münzsammler                                                                            | 67    |       |
| 8. Juni  | John Hays Hammond                   | US-amerikanischer Geologe, Mineningenieur und Diplomat                                                                   | 81    |       |
| 8. Juni  | Silwestr Jassewitsch Todrija        | georgisch-sowjetischer Revolutionär und Politiker                                                                        | 56    |       |
| 9. Juni  | Eamonn Duggan                       | irischer Politiker (Sinn Féin, Cumann na nGaedheal), Mitglied des House of Commons                                       |       |       |
| 9. Juni  | Arthur Philipp Flechtner            | preußischer Generalmajor                                                                                                 | 78    |       |
| 9. Juni  | Aron Friedmann                      | jüdischer Kantor und Komponist synagogaler Musik                                                                         | 80    |       |
| 9. Juni  | Charles Murray, Lord Murray         | britischer Politiker und Richter                                                                                         | 69    |       |
| 9. Juni  | Heinrich Roost                      | Schweizer Offizier | 64    |       |
| 9. Juni  | Johannes van Spengen                | niederländischer Radrennfahrer                                                                                           | 49    |       |
| 9. Juni  | Hildegard Stolle                    | deutsche Konzertsängerin, Pianistin und Gesangspädagogin                                                                 | 56    |       |
| 10. Juni | Henrietta Barnett                   | englisch-britische Sozialreformerin, Schulleiterin und Autorin                                                           | 85    |       |
| 10. Juni | Marcel Chailley                     | französischer Geiger und Musikpädagoge                                                                                   | 55    |       |
| 10. Juni | Eduard Harnier                      | deutscher Politiker und Präsident des Kurhessischen Kommunallandtags                                                     | 82    |       |
| 10. Juni | Carl Seidl                          | österreichischer Architekt                                                                                               | 78    |       |
| 10. Juni | Tsuchida Bakusen                    | japanischer Maler | 49    |       |
| 11. Juni | Friedrich von Bülow                 | deutscher Verwaltungsjurist                                                                                              | 68    |       |
| 11. Juni | Robert E. Howard                    | US-amerikanischer Fantasy-Schriftsteller                                                                                 | 30    |       |
| 11. Juni | Julius Arthur Nieuwland             | US-amerikanischer Chemiker, Botaniker und katholischer Geistlicher                                                       | 58    |       |
| 12. Juni | Iwan Alexandrowitsch Fomin          | russisch-sowjetischer Architekt                                                                                          | 64    |       |
| 12. Juni | Karl Hoyer                          | deutscher Organist und Kirchenmusiker                                                                                    | 45    |       |
| 12. Juni | Montague Rhodes James               | britischer Horror- und Fantasyautor                                                                                      | 73    |       |
| 12. Juni | Karl Kraus                          | österreichischer Schriftsteller                                                                                          | 62    |       |
| 12. Juni | Julius Seidler                      | deutscher Bildhauer und Hochschullehrer                                                                                  | 69    |       |
| 13. Juni | Hugo Rothert                        | deutscher Pfarrer und Kirchenhistoriker in Westfalen                                                                     | 89    |       |
| 13. Juni | Richard Schachner                   | deutscher Architekt und Münchner Baubeamter                                                                              | 62    |       |
| 13. Juni | Franz Schuh                         | österreichischer Schwimmer                                                                                               | 45    |       |
| 13. Juni | Walentin Nikolajewitsch Woloschinow | russischer Literaturwissenschaftler                                                                                      | 40    |       |
| 14. Juni | G. K. Chesterton                    | englischer Schriftsteller                                                                                                | 62    |       |
| 14. Juni | Wilhelm Mathiesen                   | deutscher Pionier der Kohlenbogenlampe                                                                                   | 77    |       |
| 14. Juni | Hans Poelzig                        | deutscher Architekt und Hochschullehrer                                                                                  | 67    |       |
| 14. Juni | Zhang Binglin                       | chinesischer Philologe und Revolutionär                                                                                  | 67    |       |
| 15. Juni | Hans Böttcher                       | deutscher Rundfunkpionier, Hörspielsprecher und Regisseur                                                                | 37    |       |
| 15. Juni | Fritz Chwala                        | österreichischer Landschaftsmaler                                                                                        | 63    |       |
| 15. Juni | Daniel McFarlan Moore               | US-amerikanischer Elektroingenieur                                                                                       | 67    |       |
| 16. Juni | Julius Brodnitz                     | deutscher Rechtsanwalt                                                                                                   | 70    |       |
| 16. Juni | Lorenzo Mangiante                   | italienischer Turner | 45    |       |
| 16. Juni | Emil Molt                           | deutscher Unternehmer, Sozialreformer, Theosoph, Anthroposoph und Gründer der ersten Waldorfschule                       | 60    |       |
| 16. Juni | Édouard Van Haelen                  | belgischer Schwimmer | 40    |       |
| 17. Juni | Duncan U. Fletcher                  | US-amerikanischer Politiker                                                                                              | 77    |       |
| 17. Juni | Harry Kerr                          | kanadischer Sportschütze                                                                                                 | 79    |       |
| 17. Juni | Henry Le Chatelier                  | französischer Chemiker, Metallurge und Physiker                                                                          | 85    |       |
| 17. Juni | Emil Mäder                          | Schweizer Politiker (KVP)                                                                                                | 61    |       |
| 17. Juni | Julius Seljamaa                     | estnischer Politiker, Mitglied des Riigikogu, Diplomat und Journalist                                                    | 53    |       |
| 17. Juni | Henry B. Walthall                   | US-amerikanischer Filmschauspieler                                                                                       | 58    |       |
| 18. Juni | Maxim Gorki                         | russischer Schriftsteller                                                                                                | 68    |       |
| 18. Juni | Heinrich Lersch                     | deutscher Arbeiterdichter und Kesselschmied                                                                              | 46    |       |
| 18. Juni | Otto Luxenburger                    | deutscher Verwaltungsjurist                                                                                              | 74    |       |
| 18. Juni | Edith Miller                        | kanadische Sängerin | 61    |       |
| 18. Juni | Paul von Spaeth                     | deutscher Majoratsbesitzer und Parlamentarier                                                                            | 76    |       |
| 18. Juni | Antal Szebeny                       | ungarischer Ruderer | 50    |       |
| 18. Juni | Carl Robert Arthur Thiele           | deutscher Kunstmaler, Maler, Zeichner, Aquarellist, Illustrator und Dekorationsmaler                                     | 75    |       |
| 18. Juni | Urata Tadako                        | japanische Medizinerin                                                                                                   | 63    |       |
| 19. Juni | Toni Babl                           | deutscher Seitenwagenfahrer                                                                                              | 29    |       |
| 19. Juni | William Hall-Jones                  | neuseeländischer Politiker                                                                                               | 85    |       |
| 20. Juni | Vincenzo Coffani                    | italienischer Automobilrennfahrer                                                                                        |       |       |
| 20. Juni | Pasquale del Pezzo                  | italienischer Mathematiker                                                                                               | 77    |       |
| 20. Juni | Konrad Kümmel                       | deutscher katholischer Schriftsteller, Päpstlicher Hausprälat                                                            | 88    |       |
| 20. Juni | Johannes Werther                    | deutscher Dermatologe und Hochschullehrer                                                                                | 71    |       |
| 21. Juni | Matthias Auckenthaler               | österreichischer Alpinist                                                                                                | 30    |       |
| 21. Juni | Bernhard Wilhelm von Bülow          | deutscher Diplomat | 51    |       |
| 21. Juni | Gertrud David                       | deutsche Frauenrechtlerin, Journalistin, Konsumgenossenschafterin und Filmschaffende                                     | 63    |       |
| 21. Juni | Adam Egerer                         | deutscher Architekt, Land- bzw. Kreisrat und kommissarischer Stadtbaurat in Fürth                                        | 76    |       |
| 21. Juni | Karl Grouven                        | deutscher Dermatologe und Hochschullehrer                                                                                | 64    |       |
| 21. Juni | Joseph Remy                         | Landtagsabgeordneter | 79    |       |
| 22. Juni | Moritz Schlick                      | deutscher Physiker und Philosoph                                                                                         | 54    |       |
| 22. Juni | Friedrich Stählin                   | deutscher Klassischer Philologe und Gymnasiallehrer                                                                      | 62    |       |
| 23. Juni | Vincenzo Caprile                    | italienischer Maler | 79    |       |
| 24. Juni | Jefimija Kriwoschejewa              | russische bzw. sowjetische Liedermacherin und Geschichtenerzählerin ersjanischer Herkunft                                | 69    |       |
| 25. Juni | Stefan Cohn-Vossen                  | deutscher Mathematiker                                                                                                   | 34    |       |
| 25. Juni | Carl Fincken                        | deutscher Ingenieur und Verleger                                                                                         | 59    |       |
| 25. Juni | Dmitri Nikolajewitsch Seiliger      | russischer Mathematiker, Physiker und Hochschullehrer                                                                    | 72    |       |
| 25. Juni | Charles H. Sherrill                 | US-amerikanischer Diplomat, Sportler und Sportfunktionär                                                                 | 69    |       |
| 26. Juni | Friedrich Hendel                    | österreichischer Hauptschuldirektor, Entomologe und Dipterologe                                                          | 61    |       |
| 26. Juni | Richard Krügner                     | deutscher Fabrikant von Eisenkonstruktionen                                                                              | 83    |       |
| 26. Juni | Andrea Giacinto Longhin             | italienischer römisch-katholischer Ordensmann, Bischof von Treviso und Titular-Erzbischof                                | 72    |       |
| 26. Juni | Christiaan Snouck Hurgronje         | niederländischer Arabist, Islamwissenschaftler                                                                           | 79    |       |
| 26. Juni | Albrecht Wirth                      | deutscher Historiker, Sprachforscher und völkischer Rasseforscher                                                        | 70    |       |
| 27. Juni | Mary Hegeler Carus                  | US-amerikanische Ingenieurin und Unternehmerin                                                                           | 75    |       |
| 27. Juni | Willi Hutter                        | deutscher Fußballspieler                                                                                                 | 39    |       |
| 27. Juni | Rémy Perrier                        | französischer Zoologe | 75    |       |
| 27. Juni | Bernard Rubin                       | britischer Autorennfahrer                                                                                                | 39    |       |
| 27. Juni | Suzuki Miekichi                     | japanischer Roman- und Kinderbuchautor                                                                                   | 53    |       |
| 28. Juni | Alexander Berkman                   | litauischer Anarchist und Schriftsteller                                                                                 | 65    |       |
| 28. Juni | Archibald Hunter                    | britischer General | 79    |       |
| 29. Juni | Georg Hauffe                        | deutscher Arzt und Hydrotherapeut                                                                                        | 63    |       |
| 29. Juni | Luigi Manini                        | italienischer Architekt, Maler und Bühnenbildner                                                                         | 88    |       |
| 29. Juni | Otto Riller                         | deutscher Geiger, Bratschist, Konzertmeister und Professor                                                               | 74    |       |
| 29. Juni | Charles Rohlfs                      | US-amerikanischer Möbeldesigner                                                                                          | 83    |       |
| 30. Juni | Georg Burmester                     | deutscher Maler | 71    |       |
| 30. Juni | Bernhard M. Jacobsen                | US-amerikanischer Politiker                                                                                              | 74    |       |